# Javier Cienfuegos
Javier Cienfuegos (ur. 15 lipca 1990 w Montijo) – hiszpański lekkoatleta, specjalizujący się w rzucie młotem.
W 2009 wystartował w Mistrzostwach Świata, jednak odpadł w eliminacjach. Brązowy medalista Mistrzostw Europy juniorów (2009) oraz młodzieżowy wicemistrz Europy (2011). Reprezentant Hiszpanii w pucharze Europy w rzutach oraz drużynowych Mistrzostwach Europy. Złoty medalista mistrzostw kraju.
Rekordzista świata juniorów w rzucie młotem (o wadze 6 kg) – 82,97 (17 czerwca 2009, Madryt) – wynik ten poprawił w 2012 Katarczyk Ashraf Amgad Elseify.
Rekord życiowy w rzucie młotem seniorskim (7,26 kg) – 79,38 (6 września 2019, Andújar) rekord Hiszpanii. Cienfuegos jest także rekordzistą kraju w rzucie ciężarkiem – 23,16 (2 września 2020, Montijo).

## Osiągnięcia
| Rok  | Impreza                                 | Miejsce              | Lokata            | Wynik |
| ---- | --------------------------------------- | -------------------- | ----------------- | ----- |
| 2007 | Mistrzostwa świata juniorów młodszych   | Ostrawa              | el. – 18. miejsce | 64,04 |
| 2008 | Zimowy puchar Europy w rzutach          | Split                | 7. miejsce        | 64,07 |
| 2008 | Mistrzostwa świata juniorów             | Bydgoszcz            | 12. miejsce       | 65,93 |
| 2009 | Zimowy puchar Europy                    | Teneryfa             | 1. miejsce        | 73,18 |
| 2009 | Superliga drużynowych mistrzostw Europy | Leiria               | 7. miejsce        | 71,03 |
| 2009 | Mistrzostwa Europy juniorów             | Nowy Sad             | 3. miejsce        | 79,12 |
| 2009 | Mistrzostwa świata                      | Berlin               | el. – 24. miejsce | 72,01 |
| 2010 | Zimowy puchar Europy                    | Arles                | 1. miejsce        | 71,60 |
| 2010 | Mistrzostwa Europy                      | Barcelona            | el. – 18. miejsce | 72,19 |
| 2011 | Młodzieżowe mistrzostwa Europy          | Ostrawa              | 2. miejsce        | 73,03 |
| 2011 | Mistrzostwa świata                      | Daegu                | el. – 33. miejsce | 67,49 |
| 2012 | Zimowy puchar Europy                    | Bar                  | 11. miejsce       | 69,63 |
| 2012 | Mistrzostwa Europy                      | Helsinki             | el. – 22. miejsce | 70,91 |
| 2012 | Igrzyska olimpijskie                    | Londyn               | el. – 16. miejsce | 73,73 |
| 2013 | Zimowy puchar Europy w rzutach          | Castelló de la Plana | 8. miejsce        | 70,83 |
| 2013 | Superliga drużynowych mistrzostw Europy | Gateshead            | 9. miejsce        | 70,65 |
| 2013 | Mistrzostwa świata                      | Moskwa               | el. – 25. miejsce | 70,79 |
| 2014 | Mistrzostwa Europy                      | Zurych               | el. – 15. miejsce | 72,55 |
| 2015 | Zimowy puchar Europy w rzutach          | Leiria               | 6. miejsce        | 71,35 |
| 2015 | Superliga drużynowych mistrzostw Europy | Czeboksary           | 9. miejsce        | 71,05 |
| 2015 | Mistrzostwa świata                      | Pekin                | el. – 29. miejsce | 70,96 |
| 2016 | Puchar Europy w rzutach                 | Arad                 | 4. miejsce        | 73,88 |
| 2016 | Mistrzostwa Europy                      | Amsterdam            | 12. miejsce       | 68,17 |
| 2016 | Igrzyska olimpijskie                    | Rio de Janeiro       | el. – 29. miejsce | 69,73 |
| 2017 | Puchar Europy w rzutach                 | Las Palmas           | 10. miejsce       | 70,26 |
| 2018 | Puchar Europy w rzutach                 | Leiria               | 12. miejsce       | 67,37 |
| 2018 | Mistrzostwa Europy                      | Berlin               | el. – 14. miejsce | 72,76 |
| 2018 | Mistrzostwa ibero-amerykańskie          | Trujillo             | 1. miejsce        | 74,71 |
| 2019 | Puchar Europy w rzutach                 | Šamorín              | 6. miejsce        | 73,83 |
| 2019 | Superliga drużynowych mistrzostw Europy | Bydgoszcz            | 4. miejsce        | 75,23 |
| 2019 | Mistrzostwa świata                      | Doha                 | 7. miejsce        | 76,57 |
| 2021 | Superliga drużynowych mistrzostw Europy | Chorzów              | 2. miejsce        | 77,11 |
| 2021 | Igrzyska olimpijskie                    | Tokio                | 10. miejsce       | 76,30 |
| 2022 | Puchar Europy w rzutach                 | Leiria               | 2. miejsce        | 75,59 |
| 2022 | Mistrzostwa ibero-amerykańskie          | La Nucia             | 2. miejsce        | 74,70 |
| 2022 | Mistrzostwa świata                      | Eugene               | el. – 14. miejsce | 74,25 |
| 2022 | Mistrzostwa Europy                      | Monachium            | 11. miejsce       | 73,06 |
| 2023 | Puchar Europy w rzutach                 | Leiria               | 14. miejsce       | 69,12 |